# Metropolia kaliningradzka
Metropolia królewiecka – jedna z metropolii Rosyjskiego Kościoła Prawosławnego, z siedzibą w Królewcu. Obejmuje terytorium obwodu królewieckiego.
W skład administratury wchodzą dwie eparchie: królewiecka oraz czerniachowska.
Utworzona 21 października 2016 postanowieniem Świętego Synodu, w miejsce dotychczasowej eparchii królewieckiej (z której tego samego dnia wydzielono eparchię czerniachowską).
Obowiązki zwierzchnika metropolii pełni czasowo patriarcha moskiewski i całej Rusi Cyryl I.